# Mezmai
Mezmai - Мезмай (rus) és un possiólok del krai de Krasnodar, a Rússia. Es troba als vessants septentrionals del Caucas occidental, al curs superior del riu Kurdjips, a 34 km al sud-est d'Apxeronsk i a 120 km al sud-est de Krasnodar, la capital.
Pertany al municipi de Temnolésskaia.